# Puerto de Alejandría
Puerto de Alejandría är en ort i Mexiko.   Den ligger i kommunen Pinal de Amoles och delstaten Querétaro Arteaga, i den centrala delen av landet, 210 km norr om huvudstaden Mexico City. Puerto de Alejandría ligger 1 716 meter över havet och antalet invånare är 207.
Terrängen runt Puerto de Alejandría är bergig västerut, men österut är den kuperad. Runt Puerto de Alejandría är det ganska tätbefolkat, med 52 invånare per kvadratkilometer. Närmaste större samhälle är Jalpan, 12,6 km öster om Puerto de Alejandría. I omgivningarna runt Puerto de Alejandría växer i huvudsak blandskog.